# Ganjarsari
Ganjarsari is een bestuurslaag in het regentschap Bandung Barat van de provincie West-Java, Indonesië. Ganjarsari telt 6861 inwoners (volkstelling 2010).